# Calesia rufipalpis
Calesia rufipalpis là một loài bướm đêm trong họ Erebidae.